# Franz Prendinger
Franz Prendinger (* 2. April 1893 in Gainfarn; † 5. Oktober 1963) war ein österreichischer Politiker (CSP) und Weinhauer. Prendinger war von 1932 bis 1934 Abgeordneter zum Landtag von Niederösterreich.
Prendinger besuchte die Volksschule und leistete zwischen 1914 und 1918 den Militärdienst ab. Er engagierte sich ab 1919 im Gemeinderat und war von 1924 bis 1938 Bürgermeister von Gainfarn sowie von 1945 bis 1950 Bürgermeister von Bad Vöslau. Zudem hatte er das Amt des Obmanns der Bezirksbauernkammer Baden inne und war Obmann der Raiffeisenkasse. Prendinger vertrat die Christlichsoziale Partei zwischen dem 21. Mai 1932 und dem 30. Oktober 1934 im Niederösterreichischen Landtag. Auf Prendingers Anwesen wurde während des Austrofaschismus zwei Mal ein Anschlag mit Rohrbomben verübt. 